# Gordito

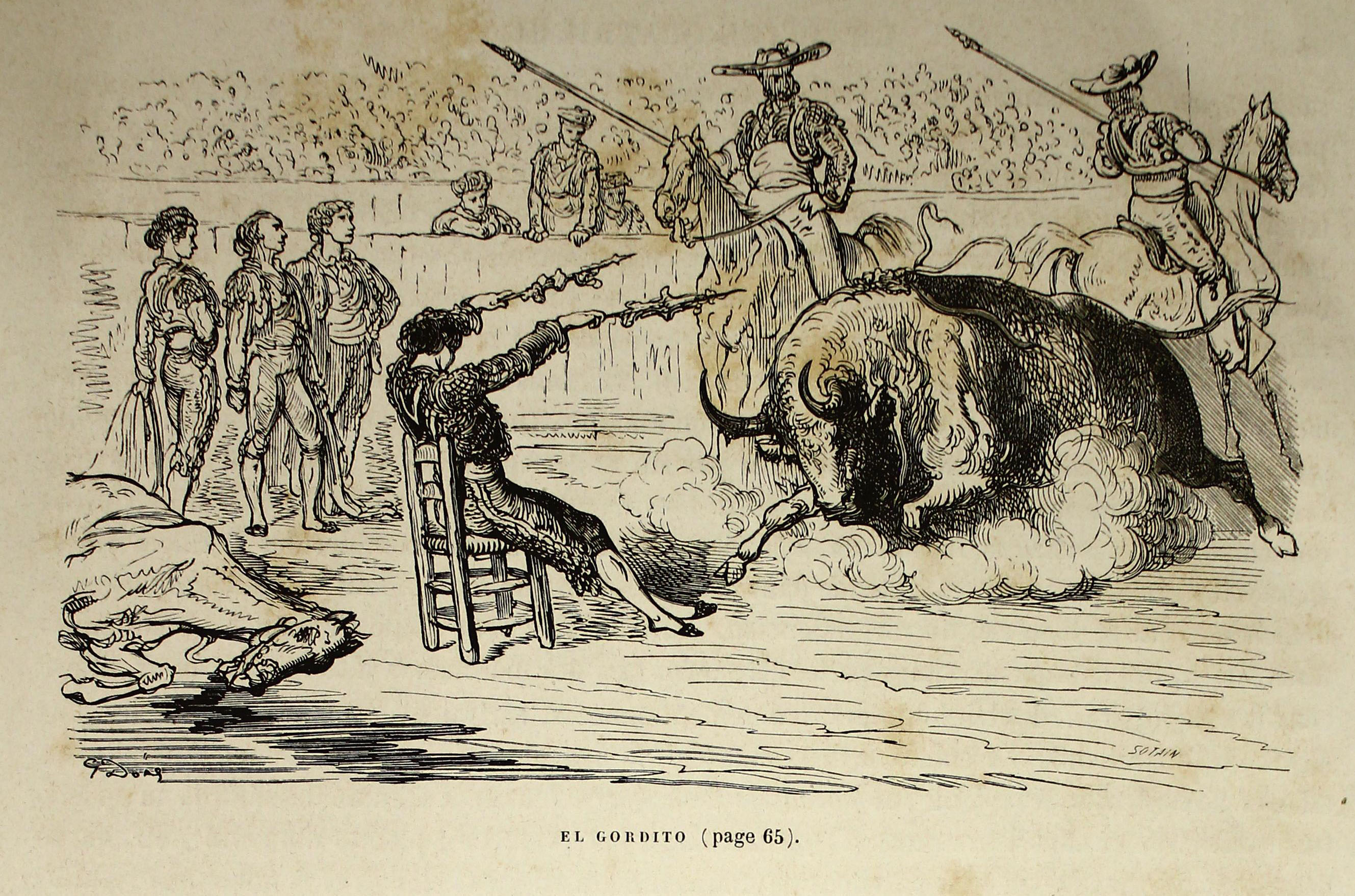
„El Gordito“ in zeitgenössischer Darstellung von 1874

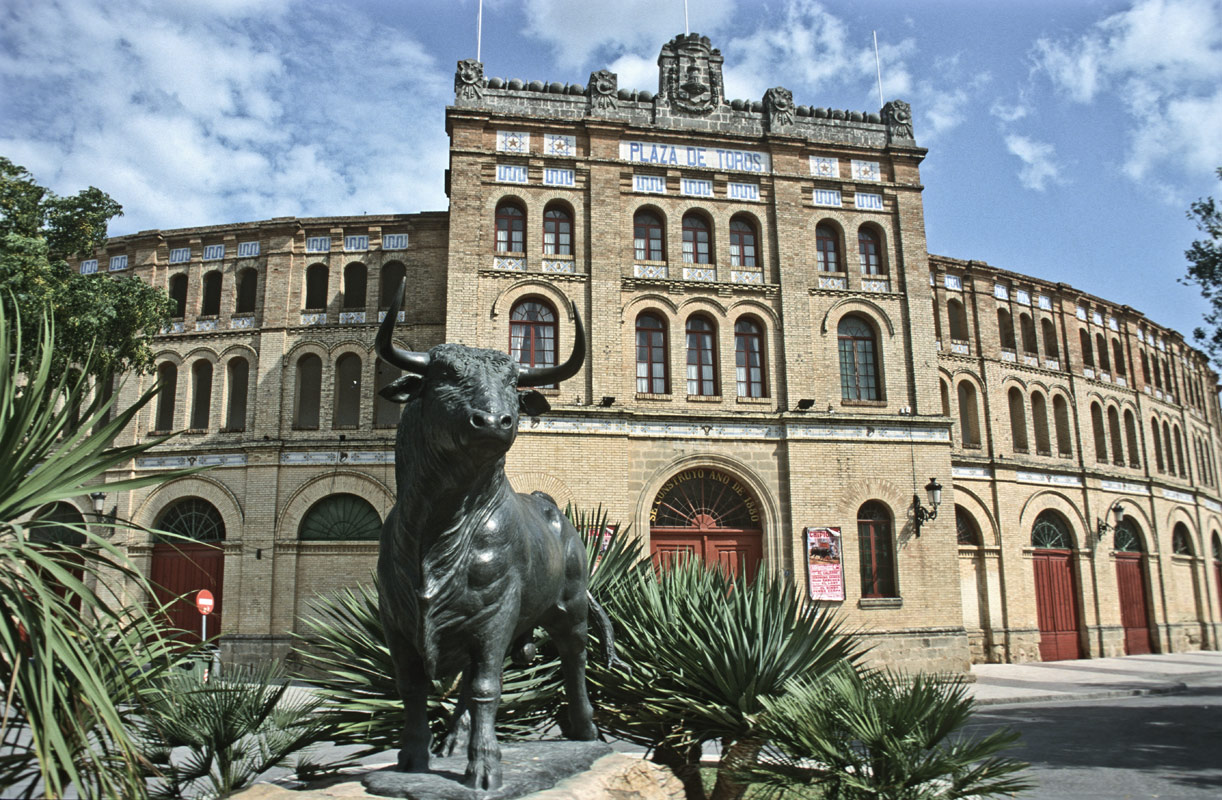
Stierkampfarena in El Puerto de Santa María mit einer Plastik eines Toro de Lidia vor dem Portal

Gordito († 26. Juli 1869) war ein Spanischer Kampfstier (Toro de Lidia) aus der Zucht von José López Cordero, der am 26. Juli 1869 in der Stierkampfarena von El Puerto de Santa Maria einundzwanzig Pferde im Stierkampf tötete und auf Forderung des Publikums anschließend „begnadigt“ wurde.
Gordito (übersetzt: „Dickerchen“) wurde als dritter Toro des Nachmittags in einen Kampf gegen die Toreros der Matadores Antonio Carmona und Rafael Molina Sánchez („Lagartijo“) getrieben. Im ersten Akt dieses Kampfes, dem Tercio de Varas, erhielt Gordito von den Lanzenreitern (Picadores) Onofre Álvarez, Antonio Calderón und Antonio Mondejar („Juaneca“) dreißig Stiche in den Nacken. Gordito wehrte sich, griff die Pferde der Picadores an und verletzte achtzehn von ihnen tödlich; drei weitere starben nach Ende des Kampfes an ihren Verletzungen.
Das Publikum forderte im zweiten Akt des Kampfes, dem Tercio de Banderillas, eine sogenannte „Begnadigung“ (span. Indulto) des Stiers. Der Präsident der Arena entsprach dieser Forderung. Gordito erreichte damit als zweiter Kampfstier überhaupt in der Stierkampfarena von El Puerto de Santa Maria ein Indulto. Er war jedoch durch die Lanzenstiche so schwer verletzt, dass er unmittelbar im Anschluss an den Kampf in den Gängen der Arena starb.

## Ehrung und Gedenken
Der Tierarzt und Stierkampfchronist D. Juan J. Zaldivar schreibt, dass historisch gesehen die Stierkampfarena von El Puerto de Santa Maria die einzige war, in der ein Kampfstier jemals einundzwanzig Pferde getötet hatte.
Gordito wurde in die spanische Liste der berühmtesten Kampfstiere (Toros Célebres) aufgenommen und steht dort in der Bestenliste aktuell an dritter Position.